# Canagua
Canagua – miasto w Wenezueli, w stanie Mérida.